# Harmonia Mundi
"Harmonia Mundi" es el título de una pista del álbum Music of the Spheres de Mike Oldfield.
Un concierto para oboe (RV 456) de Vivaldi lleva ese título.
Francesco Giorgi (1466–1540), autor de "De harmonia mundi totius cantica tria" (1525).
Harmonia Mundi es una compañía discográfica independiente francesa con sede en Arlés, especializada en música clásica, jazz y música del mundo. Fue fundada en 1958 por Bernard Coutaz. En 2015 pasó a formar parte del grupo PIAS.

## Historia
La compañía fue creada en 1958 por Bernard Coutaz. El nombre está en latín y significa "armonía del mundo". En la década de 1950 dos empresarios musicales, el francés Bernard Coutaz y el alemán Rudolf Ruby, se conocieron por casualidad en un viaje en tren y entablaron una amistad basada en sus intereses musicales. Comenzaron una relación comercial y crearon dos sellos discográficos de música clásica, ambos llamados Harmonia Mundi. Coutaz bautizó creó "Harmonia Mundi (Francia)" en 1958 en Saint-Michel-de-Provence. Por la misma época, Ruby creó "Deutsche Harmonia Mundi". Ambos sellos compartían objetivos similares y se especializaban en grabaciones de música antigua y barroca, haciendo hincapié en una interpretación erudita e históricamente documentada y en unos valores de sonido y producción de alta calidad. También utilizaron el nombre Harmonia Mundi por razones comerciales y colaboraron durante muchos años, intercambiaron artistas, material y distribución, y compitiendo con éxito con sellos clásicos como Decca Records, Éditions de l'Oiseau-Lyre y Archiv Produktion de Deutsche Grammophon.
La alianza entre los dos sellos comenzó a debilitarse después de que Deutsche Harmonia Mundi se asociara con BASF y más tarde con EMI. En 1989 Bertelsmann Music Group (BMG) se hizo cargo de la distribución de Deutsche Harmonia Mundi. Ruby se retiró en 1992 y Coutaz intentó sin éxito comprar el sello alemán, que fue adquirido en su totalidad por BMG. En la actualidad BMG forma parte de Sony Classical Records. Harmonia Mundi de Coutaz continuó como sello independiente durante muchos años.
En 1986 Harmonia Mundi (Francia) traslada su sede a Arlés en el sur de Francia. La compañía cuenta con una filial estadounidense llamada Harmonia Mundi (US). También opera en el Reino Unido y en España.
En septiembre de 2015 el sello fue adquirido por PIAS Entertainment Group.
En noviembre de 2022 Universal Music Group compró el 49% de [PIAS], incluida Harmonia Mundi.

## Catálogo
El catálogo se centra sobre todo en la música clásica. Harmonia Mundi también edita grabaciones bajo varios sellos subsidiarios como Ambronay, Discograph, Le Chant du Monde y World Village. Las ediciones de música del mundo o world music se publicaron a través del sello World Village Records. 

## Artistas
Entre los artistas y conjuntos destacados que han grabado con este sello figuran Maya Youssef, René Jacobs, Dominique Visse, William Christie, Alfred Deller, Andreas Scholl, Philippe Herreweghe, Maurice Steger, Alexander Melnikov, Isabelle Faust, Jean-Guihen Queyras, Kent Nagano, Samuel Hasselhorn, Raphaël Pichon, Amandine Beyer, Jordi Savall, Orquesta Barroca de Friburgo, Les Siècles, Akademie für Alte Musik de Berlín y Collegium Vocale Gent.

## Premios y reconocimientos
Las grabaciones hechas por el sello han recibido varios galardones, entre los que destacan: 
- En 2003 ganó el Premio Gramophone de sello del año.[8]
- En 2005 recibió Premio Grammy a la mejor grabación de ópera por el álbum Mozart: Le nozze di Figaro dirigido por René Jacobs.[9]
- En 2006 ganó el Premio Midem de sello del año de música clásica.[10]